# Monte Cook (autore di giochi)
Monte Cook (Watertown, 29 gennaio 1968) è un autore di giochi e scrittore statunitense noto soprattutto per i suoi lavori sul gioco di ruolo fantasy Dungeons & Dragons.
È stato sposato con l'autrice di giochi Sue Weinlein Cook, dalla quale ha poi divorziato.

## Carriera

### Autore di giochi
Cook è stato un autore di giochi professionista fin dal 1988, occupandosi principalmente di giochi di ruolo. Molti dei suoi primi lavori sono stati per la Iron Crown Enterprises come curatore editoriale e scrittore per le linee Rolemaster e Champions. Cook lavorò per la Iron Crown Enterprises per quattro anni, due come freelance e due come autore a tempo pieno.
Cook iniziò a lavorare per la TSR nel 1992 come freelance, "scrivendo un mare di materiale per il vecchio Marvel game che non venne mai pubblicata perché la linea venne cancellata". Nel 1994 venne assunto dalla TSR come autore di giochi. Cook scrisse moduli di avventura per Dungeons & Dragons, Labyrinth of Madness (1995) e A Paladin in Hell (1998) e diversi supplementi per la linea Planescape, tra cui The Planewalker's Handbook (1996) e Dead Gods (1998). Cook progettò anche il gioco di ruolo cospirativo Dark•Matter (1999). Dopo l'acquisizione della TSR da parte della Wizards of the Coast, Cook fu nominato senior designer e fece parte della squadra che sviluppò la terza edizione di Dungeons & Dragons. Insieme a Jonathan Tweet e Skip Williams sviluppò il Players Handbook, Dungeon Master's Guide e Monster Manual, e ciascuno dei tre scrisse uno dei tre libri basandosi su quanto stabilito. Cook fu molto orgoglioso del lavoro che fece sulla nuova Dungeon Master's Guide, specialmente dopo i commenti positivi di Gary Gygax sulla squadra di sviluppo: "Disse che il materiale nella nuova DMG lo avrebbe aiutato a diventare un DM migliore... Questo fu molto soddisfacente come 'chiusura del cerchio'." Cook nel 2000 disse riguardo al suo coinvolgimento con la Wizards of the Coast e Dungeons & Dragons: "È un gran momento per lavorare qui... perché ogni prodotto è grande, importante e innovativo." Cook lavoro anche a Return to the Temple of Elemental Evil e alla versione d20 de Il richiamo di Cthulhu (2002).
Cook lasciò la Wizards of the Coast nel 2001, fondando con la moglie la Malhavoc Press per scrivere indipendentemente materiale per il d20 System. Il primo prodotto della Malhavoc, The Book of Eldritch Might, fu un immediato successo ed è generalmente accreditato per aver dimostrato la realizzabilità di pubblicare materiale in formato PDF per l'industria del gioco di ruolo. Questo e altri dei primi prodotti Malhavoc furono inizialmente pubblicati solo in formato elettronico, sebbene una versione stampa sia stata poi pubblicata dalla White Wolf. Probabilmente il suo lavoro maggiormente degno di nota per la Malhavoc è Arcana Unearthed, da lui descritto come una "variante del Player's Handbook".
Nel 2006 pubblicò Ptolus, un'ambientazione per D&D che Cook ha spesso descritto come il culmine delle sue ambizioni originali per la Malhavoc. Ptolus è basata sulla campagna di giochi di ruolo che Cook ha masterizzato durante il playtesting per lo sviluppo della terza edizione di D&D.
Poco dopo la pubblicazione di Ptolus annunciò nel prossimo futuro che si sarebbe concentrato sullo scrivere narrativa e su altre forme di lavoro creativo, piuttosto che sui giochi di ruolo. I suoi ultimi prodotti legati ai giochi avrebbero dovuto essere Monte Cook's World of Darkness, la sua versione del Mondo di Tenebra, l'ambientazione horror moderna della White Wolf che fu pubblicata alla Gen Con 2007 e l'avventura Vault of the Iron Overlord, il numero 50 della collana Dungeon Crawl Classics della Goodman Games.
Comunque in seguito alle richieste dei suoi fans Monte Cook pubblicò nel 2008 altri due prodotti per i giochi di ruolo, The Book of Experimental Might e The Book of Experimental Might II: Bloody, Bold and Resolute].
Nel 2011 tornò alla Wizards of the Coast. Il 20 settembre 2011 Mike Mearls annunciò che Cook gli sarebbe subentrato nello scrivere la colonna Legends & Lore, pubblicata sul sito della Wizards of the Coast. Nel gennaio 2012 fu annunciato che Cook sarebbe stato l'autore principale della nuova edizione di Dungeons & Dragons, ma nell'aprile 2012 Cook annunciò di aver lasciato la Wizards of the Coast in seguito "a divergenze d'opinione con la compagnia", ma non "con i suoi colleghi autori".
Nell'agosto 2012 Cook lanciò una campagna su Kickstarter per finanziare Numenera un gioco di ruolo ambientato nel remoto futuro della terra, un'ambientazione science fantasy in un'ambientazione post apocalittica con regole minimali. La campagna fu uno strepitoso successo, rispetto a un obiettivo iniziale di 20.000 $ raccolse oltre 500.000 $. Il playtesting iniziò nel novembre 2012 e il gioco è stato pubblicato nell'agosto 2013.
È stato fra i primi a vendere materiale per giochi di ruolo in formato PDF, inizialmente in formato protetto (DRM), in seguito in formato standard. Ha collaborato alla rivista Dungeon.

### Scrittore
Nel 1999 ha seguito il corso del Clarion West per scrittori di fantasy e fantascienza) e ha pubblicato i romanzi The Glass Prison e Of Aged Angels. Ha anche pubblicato storie brevi come Born in Secrets su Amazing Stories), The Rose Window su Realms of Mystery e A Narrowed Gaze su Realms of the Arcane. Ha scritto anche The Shandler Chronicles, una serie di racconti ambientati nel mondo de Il richiamo di Cthulhu pubblicati sul Game Trade Magazine.
Ha inoltre scritto il testo di saggistica The Skeptic's Guide to Conspiracies.

## Riconoscimenti
Nel 2014 Numenera ottiene l'Origins Award come miglior gioco di ruolo pubblicato nel 2013.

## Opere

### Giochi
Cook è autore dei manuali di giochi elencati di seguito.

#### AD&D 2ª edizione
- con Eric Haddock, Anthony Pryor e Rick Swan. Elminster's Ecologies. TSR., 1994. Supplemento per Forgotten Realms
- Planes of Conflict. TSR, 1995. Descrizione di sei piani esterni per Planescape
- Windriders of the Jagged Cliffs. TSR, 1995
- Labyrinth of Madness. TSR, 1995
- con Bruce A. Heard. Glantri. Kingdom of Magic. TSR, 1995
- Planewalker's Handbook. TSR, 1996
- con Colin McComb. Hellbound: The Blood War. TSR, 1996
- A Hero's Tale. TSR, 1996
- A Guide to the Astral Plane. TSR, 1996
- con Colin McComb. The Great Modron March. TSR, 1997
- Dead Gods. TSR, 1997. Avventura per Planescape
- Planescape Monstrous Compendium III. TSR, 1998
- A Paladin in Hell. TSR, 1998
- con Ray Vallese. Faction War. TSR, 1998. Avventura per Planescape
- Tales From the Infinite Staircase. TSR, 1998
- Vecna Reborn. TSR, 1998
- con William W. Connors. The Inner Planes. TSR 1998
- The Glass Prison. TSR, 1999.

#### Alternity
- con Wolfgang H. Baur, Dark*Matter Campaign Setting. Wizards of the Coast, 1999. Vincitore dell'Origins Award per la miglior presentazione grafica di un gioco di ruolo o avventura 1999.[14]

#### Arcana Unearthed
- Monte Cook's Arcana Unearthed: DM's Screen and Player's Guide. Malhavoc Press, 2003. schermo del master
- Monte Cook's Arcana Unearthed. Malhavoc Press. Variante del Player's Handbook. Vincitore del ENnie Gold per migliori illustrazioni interne 2005, ENnie Gold per miglior prodotto d20 od OGL 2004, ENnie Silver per migliore copertina, Ennie Gold per miglior gioco d20 2004, Pen & Paper per miglior gioco di ruolo 2003.[15]
- con James Bell e Todd Secord. Plague of Dreams. Fiery Dragon, 2003.
- con Michael Mearls. Legacy of the Dragons. Malhavoc Press, 2004.
- The Diamond Throne. Malhavoc Press, 2003. ENnie onorevole menzione per la migliore ambientazione per d20 2004.[16]
- Grimoire. Malhavoc Press, 2004.
- con Jeffery A. Dobberpuhl. Spell Treasury. Malhavoc Press, 2006. Vincitore ENnie Gold per migliore arte 2006, ENnie Gold per miglior copertina 2006, ENnie Silver per miglior supplemento 2006.[17]

#### d20 System / Dnd 3
- con Jonathan Tweet e Skip Williams. Dungeon Master's Guide. Wizards of the Coast, 2000.
- con Jonathan Tweet e Skip Williams. Player's Handbook. Wizards of the Coast, 2000.
- con Jonathan Tweet e Skip Williams. Monster Manuale. Wizards of the Coast, 2000.
- The Book of Eldritch Might. Malhavoc Press, 2001. Supplemento per d20 System, vincitore dell'ENnie Gold per miglior manuale o accessorio 2001, ENnie Gold per miglior scritto 2001 e ENnie Gold per miglior curatore 2001.[18]
- Demon God's Fane. Malhavoc Press, 2001
- The Banewarrens. Malhavoc Press, 2002. Avventura per Ptolus, vincitrice dei premi ENnie Gold per miglior avventura 2003 e Pen & Paper per miglior avventura 2002[19]
- Beyond the Veil. Atlas Games, 2001. Avventura per D20 System
- Book of Eldritch Might II: Songs and Souls of Power. Malhavoc Press, 2002.
- d20 Call of Cthulhu Roleplaying Game. Wizards of the Coast, 2002. Vincitore dell'ENnie Gold per miglior gioco d20 2002 e ENnie Gold per miglior valore di prodotto 2002.[20]
- Book of Eldritch Might III: The Nexus. Malhavoc Press, 2003.
- The Book of Hallowed Might. Malhavoc Press, 2003.
- Queen of Lies, Sword & Sorcery / Fiery Dragon, 2002.
- Caves of Shadow. Wizards of the Coast, 2000. Avventura in formato PDF.
- "The Harrowing" adventure. Dungeon Magazine, 2001
- "Class Acts" monthly column. Dragon Magazine, 2000-2001
- Return to the Temple of Elemental Evil. Wizards of the Coast, 2001
- A Frigid Demise. Wizards of the Coast, 2001
- The Ministry of Winds. Wizards of the Coast, 2001.
- Gioco collezionabile di miniature basato sui personaggi della DC. WizKids, 2002
- Book of Vile Darkness. Wizards of the Coast, 2001. Supplemento per d20 System dedicato ai personaggi malvagi.
- The Tower of Deception. Wizards of the Coast, 2001.
- An Eye for an Eye. Wizards of the Coast, 2001. Avventura pubblicata in PDF.
- A Question of Ethics. Wizards of the Coast, 2002.
- Thicker Than Water. Wizards of the Coast, 2002.
- Black Rain. Wizards of the Coast, 2002. Avventura pubblicata in PDF.
- Requiem for a God. Malhavoc Press, 2002.
- Demon God's Fane. Malhavoc Press, 2002.
- con Sean K. Reynolds. Ghostwalk. Wizards of the Coast, 2003. Ambientazione per Dungeons & Dragons.

#### d20 System / Dnd 3.5
- con Jonathan Tweet e Skip Williams. Dungeon Master's Guide. Wizards of the Coast, 2003. Edizione 3.5
- con Jonathan Tweet e Skip Williams. Player's Handbook. Wizards of the Coast, 2003. Edizione 3.5
- con Jonathan Tweet e Skip Williams. Monster Manuale. Wizards of the Coast, 2003. Edizione 3.5
- con Wolfgang H. Baur, Beyond Countless Doorways. Malhavoc Press, 2004. Supplemento generico per D20 System che descrive diversi piani esterni. Vincitrice dell'ENie oro per miglior copertina 2005; ENie argento per miglior supplemento 2005, menzione onorevole ENnie per miglior scritto, 2005 e concorrente al Pen & Paper per miglior cartografia 2004.[21]
- The Book of Eldritch Might. Malhavoc Press, 2004. Ristampa aggiornata a DnD 3.5.
- Book of Eldritch Might II: Songs and Souls of Power. Malhavoc Press, 2004. Ristampa aggiornata a DnD 3.5.
- Book of Eldritch Might III: The Nexus. Malhavoc Press, 2003. Ristampa aggiornata a DnD 3.5.
- The Book of Experimental Might. Malhavoc Press, 2008.
- The Book of Experimental Might II: Bloody, Bold, and Resolute. Malhavoc Press, 2008.
- The Book of Hallowed Might. Malhavoc Press, 2004. Ristampa aggiornata a DnD 3.5.
- Book of Hallowed Might II: Portents and Visions. Malhavoc Press, 2004.
- Chaositech. Malhavoc Press, 2004.
- The Complete Book of Eldritch Might. Malhavoc Press, 2004. Vincitore dell'ENnie Gold per la miglior raccolta, aggiornamento o revisione per il d20 2004.[22]
- Dark Tiding, Malhavoc Press, 2009. Avventura per Ptolus.
- Earthblook. Malhavoc Press, 2003.
- The Night of Dissolution. Malhavoc Press, 2006. Avventura per Ptolus.
- PT1: A Player's Guide to Ptolus. Malhavoc Press, 2006.
- PT2: The World of Praemal. Malhavoc Press, 2006.
- con Luke Johnson, Sean K. Reynolds. Monte Cook's World of Darkness. White Wolf Publishing, 2007.
- PT3: Organizations. Malhavoc Press, 2006.
- Ptolus: City by the Spire. Malhavoc Press, 2006. Vincitore dell'ENnie Gold per miglior cartografia 2007, ENnie Gold per miglior valore di produzione 2007, ENnie Gold per miglior supplemento per un'ambientazione 2007, ENnie Gold per miglior prodotto 2007.[23]
- Secrets of the Delver's Guild. Malhavoc Press, 2007.
- Vault of the Iron Overlord. Goodman Games, 2007.
- Key Encounters: The Volcanic Shrine. SkeletonKey Games, 2008.

#### Generiche
- con Wolfgang H. Baur, Ed Greenwood, Rob Heinsoo, Colin McComb, The Kobold Guide to Game Design, Volume 3: Tools & Techniques. Open Design, 2010.

#### Hero System
- Champions in 3-D. Iron Crown Enterprises, 1990
- Champions Universe. Iron Crown Enterprises, 1992.

#### Pathfinder
- Curse of the Riven Sky. Paizo Publishing, 2010. Avventura per l'ambientazione Golarion
- Temple of the Half-Born avventura per Pathfinder contenuta nella raccolta All Stars Take on the Megadungeon, 2011. Gaming Paper.

#### Rolemaster
- Creatures and Treasures II. Iron Crown Enterprises, 1989
- Rolemaster Character Records. Iron Crown Enterprises, 1991
- Rolemaster Companion IV. Iron Crown Enterprises, 1990
- European Enemies. Iron Crown Enterprises, 1991
- Rolemaster Companion V. Iron Crown Enterprises, 1991
- Spell User's Companion. Iron Crown Enterprises, 1991
- con Charlton S. Coleman, John W. Curtis III, Lee Short, Creature & Monsters. Iron Crown Enterprises, 1999.

#### Space Master
- Dark Space. Iron Crown Enterprises, 1991. Ambientazione di fantascienza/horror per Space Master

### Romanzi e racconti
- Return to the Temple of Elemental Evil (Wizards of the Coast, 2001)
- The Book of Eldritch Might (Malhavoc Press, 2001)
- The Book of Vile Darkness (Wizards of the Coast, 2002)
- The Glass Prison, romanzo per Forgotten Realms (TSR, 1999)
- Of Aged Angels, romanzo
- Born in Secrets, racconto breve apparso nella rivista Amazing Stories
- The Rose Window, raccontro breve pubblicato nell'antologia The Best of the Realms. Wizards of the Coast, 2003.

### Fumetti
- con Caanan White. Ptolus: City By the Spire, Marvel Comics, marzo 2006 - maggio 2007 (6 numeri)